# Gäufelden
Gäufelden è un comune tedesco situato nel land del Baden-Württemberg.